# Xã Cordelia, Quận Bottineau, Bắc Dakota
Xã Cordelia (tiếng Anh: Cordelia Township) là một xã thuộc quận Bottineau, tiểu bang Bắc Dakota, Hoa Kỳ. Năm 2010, dân số của xã này là 96 người.